# 華麗なる千拍子
『華麗なる千拍子』（かれいなるせんびょうし）は宝塚歌劇団の舞台作品。

## 概要
初演の「幸福を売る人」のパレードは名場面となった。
1960年10月の東京宝塚劇場公演では芸術祭芸能部門において優秀作品として文部大臣賞を受賞した。
1961年・星組公演では新たに「ウィ・ウィ・パリ」の場面を入れている。
2000年の公演には副題として「高木史朗作品より」が追加された。
1999年には『華麗なる千拍子'99』、2002年には『華麗なる千拍子2002』が公演された。2000年のTAKARAZUKA1000days劇場公演は1999年の宝塚大劇場公演と内容が同じである。

## 公演期間と公演場所
- 1960年8月2日 - 8月31日　宝塚大劇場（星組公演）[1]＊初演

- 1960年10月1日 - 10月25日　東京宝塚劇場（星組公演）[4]

- 1961年1月1日 - 1月31日　宝塚大劇場（星組公演）[1]
- 1961年2月3日 - 2月26日　宝塚大劇場（雪組公演）[5]

- 1961年3月2日 - 3月30日　東京宝塚劇場（星組公演）[4]
- 1961年4月1日 - 4月25日　東京宝塚劇場（雪組公演）[4]

- 1961年5月12日・13日　京都会館（星組公演）[6]
- 1961年5月27日 - 6月4日　名古屋・名鉄ホール（星組公演）[6]
- 1961年12月1日 - 12月25日　大阪・梅田コマ劇場（合同公演）[6]

- 1962年5月20日 - 5月25日　熊本（星組公演）[6]
- 1962年11月14日 - 11月20日　秋田、山形、仙台（雪組公演）[6]

- 2000年2月11日 - 3月19日　東京・TAKARAZUKA1000days劇場（雪組公演）[2]

- 2000年4月14日 - 5月7日　全国ツアー（雪組公演）[3]

### 2000年・全国ツアーの日程
- 4月14日　徳山市文化会館[3]
- 4月15日・16日　広島郵便貯金会館[3]
- 4月18日　島根県民会館（松江市）[3]
- 4月20日　香川県県民会館（高松市）[3]
- 4月22日・23日　熊本県立劇場[3]
- 4月25日・26日　鹿児島県文化センター[3]
- 4月28日・29日　九州厚生年金会館（北九州市）[3]
- 5月1日・2日　福岡サンパレス[3]
- 5月5日 - 7日　沖縄コンペティションセンター[3]

## 形式名と場

### 1960年・1961年　宝塚大劇場公演（形式名と場）
形式名：「グランド・ショー」
32場

### 2000年　TAKARAZUKA1000days劇場公演（形式名と場）
形式名：「グランド・レビュー」
22場

### 2000年　全国ツアー（形式名と場）
形式名：「グランド・レビュー」
22場

## 併演作品

### 1960年・星組
- 『山びと』（宝塚大劇場公演）[1]
- 『白い山吹』（東京宝塚劇場公演）[4]

### 1961年・星組
- 『朧夜源氏』（宝塚大劇場・東京宝塚劇場公演）[1][4]

### 1961年・雪組
- 『残雪』（宝塚大劇場・東京宝塚劇場公演）[5][4]

### 1961年・星組
- 『泣きべそ女房』（京都会館・名鉄ホール公演）[6]

### 1961年・合同
- 『宝塚百花譜』（梅田コマ劇場公演）[6]

### 1962年・星組
- 『河童のあまっこ』と『二人袴』（熊本）[6]

### 1962年・雪組
- 『かごしまおはら節』と『河童のあまっこ』（秋田・山形・仙台）[6]

### 2000年・雪組
- 『バッカスと呼ばれた男』（TAKARAZUKA1000days劇場、全国ツアー）[2][3]

## スタッフ

### 1960年　宝塚大劇場公演（スタッフ）
- 作・演出[1]：高木史朗
- 演出補[7]：鴨川清作
- 音楽[7]：中井光晴/入江薫/中元清純/河崎恒夫/高井良純/寺田瀧夫/南安雄
- 振付[7]：康本晋史/渡辺武雄/岡正躬/佐々木和男/県洋二
- 装置[7]：石浜日出雄
- 衣装[7]：静間潮太郎
- 照明[7]：今井直次
- 小道具[7]：山田圭一郎
- 音楽指揮[7]：溝口堯
- 効果[7]：松岡知一
- 演出助手[7]：川井秀幸/大関弘政

### 1960年（宝塚大劇場以外）　（スタッフ・主要な人物）
- 高木史朗[4]

### 1961年　宝塚大劇場公演（スタッフ）
※星・雪の両組共通。
- 演出[8]：高木史朗
- 音楽[8]：中井光晴/入江薫/中元清純/河崎恒夫/寺田瀧夫/南安雄
- 音楽指揮[9]：溝口堯
- 振付[8]：康本晋史/渡辺武雄/川上五郎/岡正躬/佐々木和男/県洋二
- 装置[9]：石浜日出雄
- 衣装[9]：静間潮太郎
- 照明[10]：今井直次
- 小道具[10]：山田圭一郎
- 効果[10]：松岡知一
- 演出補[10]：鴨川清作
- 演出助手[10]：川井秀幸/酒井澄夫

### 1961年（宝塚大劇場以外）　（スタッフ・主要な人物）
- 高木史朗[11][12]

### 1962年　（スタッフ・主要な人物）
- 高木史朗[12]

### 2000年　TAKARAZUKA1000days劇場公演（スタッフ）
- 監修[2]：酒井澄夫
- 構成・演出[2]：中村一徳
- 作曲・編曲[13]：西村耕次/甲斐正人/鞍富真一
- 音楽指揮[13]：佐々田愛一郎
- 振付[13]：名倉加代子/家城比呂志/藍エリナ/大谷盛雄
- 装置[13]：関谷敏昭
- 衣装[13]：任田幾英
- 照明[13]：勝柴次朗
- 音響[13]：加門清邦
- 小道具[13]：万波一重
- 効果[13]：木多美生
- 演出助手[13]：鈴木圭
- 装置補[13]：広森守
- 衣装補[13]：河底美由紀
- 舞台進行[13]：表原渉
- 舞台監督[2]：藤村信一/木村信也（東京）/宮脇学（東京）/香取克英（東京）
- 舞台美術製作[13]：株式会社宝塚舞台
- 録音演奏[2]：宝塚歌劇オーケストラ
- 制作[13]：村上信夫

### 2000年　全国ツアー（スタッフ・主要な人物）
- 監修[3]：酒井澄夫
- 構成・演出：[3]中村一徳

## 主な出演者

### 1960年　宝塚大劇場公演（主な出演者）
- 寿美花代[1]

### 1961年・星組　宝塚大劇場公演（主な出演者）
- 明石照子[1]
- 寿美花代[1]
- 那智わたる[1]
- 内重のぼる[1]

### 1961年・雪組　宝塚大劇場公演（主な出演者）
- 天城月江[5]
- 黒木ひかる[5]
- 四条秀子[5]
- 明石照子[5]
- 寿美花代[5]
- 槇克己[5]
- 真帆志ぶき[5]

### 2000年・雪組　TAKARAZUKA1000days劇場公演（主な出演者・配役も含む）
- 歌う紳士S、千拍子の歌手、マタドールS、パイナップルの女王、リオの男S、ニューヨークの男S、デュエットの男S、パレードの紳士S - 轟悠[13]
- 淑女S、恋人、リオの女S、踊る女S、ニューヨークの女S、デュエットの女S、パレードの淑女S - 月影瞳[13]
- 紳士A、スタンリー、リオの男A、踊る男A、ニューオリンズの男A、ニューヨークの男A、花の紳士、パレードの歌手A - 香寿たつき[13]
- 紳士A、黒い影S、リオの男A、踊る男A、ギャルソン、パレードの歌手A - 汐風幸[13]
- 紳士・トリオ、マタドール、リオの男・歌手、リオの男A、モンマントルの歌手、パレードの歌手 - 安蘭けい[13]
- 紳士・トリオ、ジェイソン、踊る男A、リオの男A、踊る紳士、パレードの歌手 - 成瀬こうき[13]
- 紳士・トリオ、マタドール、踊る男A、リオの男A、アフリカの男、パレードの歌手 - 朝海ひかる[13]

### 2000年・雪組　全国ツアー（主な出演者・配役も含む）
- 歌う紳士S、千拍子の歌手、マタドールS、パイナップルの女王、リオの男S、ニューヨークの男S、ハープの男S、パレードの紳士S - 轟悠[3]
- 淑女S、恋人、リオの女S、踊る女S、ニューヨークの女S、ハープの女S、パレードの淑女S - 月影瞳[3]
- 紳士A、スタンリー、リオの男A、踊る男A、ニューオリンズの男A、ニューヨークの男A、花の紳士、パレードの歌手A - 香寿たつき[3]
- 淑女A、ドロシー、リオの女A、パリジェンヌA、パレードの淑女A - 五峰亜季[3]
- 紳士A、黒い影S、リオの男A、踊る男A、ギャルソン、パレードの紳士A - 汐風幸[3]
- トリオの紳士、マタドール、リオの歌手、リオの男A、モンマントルの歌手 - 安蘭けい[3]
- トリオの紳士、ジェイソン、踊る男A、リオの男A、踊る紳士 - 成瀬こうき[3]
- トリオの紳士、マタドール、踊る男A、リオの男A、アフリカの男、歌うパリジャン - 朝海ひかる[3]
- 淑女A、リタ、リオの女A、花の淑女S、パレードの淑女A - 貴咲美里[3]